# Бердюков Георгій Валерійрвич
Георгій Валерійрвич Бердюков (рос. Георгий Валерьевич Бердюков; 19 серпня 1991, м. Хабаровськ, СРСР) — російський хокеїст, захисник. Виступає за СКА (Санкт-Петербург) у Континентальній хокейній лізі. 
Вихованець хокейної школи СКА (Санкт-Петербург). Виступав за ХК ВМФ (Санкт-Петербург), СКА (Санкт-Петербург), СКА-1946 (Санкт-Петербург). 
У складі молодіжної збірної Росії учасник чемпіонату світу 2011. 
Досягнення
- Переможець молодіжного чемпіонату світу (2011)